# Колапинто, Франко
Франко Алехандро Колапинто (исп. Franco Alejandro Colapinto, род. 27 мая 2003 года, Буэнос-Айрес, Аргентина) — аргентинский автогонщик. Имеет также итальянское гражданство, чемпион Испанской Формулы-4 в сезоне 2019 года. С 2023 года является членом молодёжной программы Williams Driver Academy.
С 27 августа 2024 года заменил в команде Williams Логана Сарджента.

## Карьера

### Картинг
Колапинто начал заниматься картингом в 9 лет. Он выиграл чемпионат Аргентины в 2016 и 2018 годах.

### Младшие формулы
Колапинто дебютировал в формульных гонках в сезоне 2018 года, поучаствовав в финальном этапе Испанской Формулы-4 за команду Drivex School. В сезоне 2019 года провёл свой первый полный сезон в Испанской Формуле-4. Он стал чемпионом, победив во всех трёх гонках на финальном этапе сезона, принеся себе итого 11 побед, 13 подиумов и 14 поул-позиций.

### Открытый чемпионат Евроформулы
В сезоне 2019 года Колапинто выступал за Drivex как приглашённый гонщик на этапе в Спа.

### Еврокубок Формулы-Рено
Колапинто также выступал за Drivex на этапах в Спа и Барселоне-Каталуньи в сезоне 2019 года. Сезон 2020 года стал для него первым полным сезоном за команду MP Motorsport.

### Toyota Racing Series
В январе 2020 года Колапинто подписал контракт с командой Kiwi Motorsport. В сезоне завоевал победу в Hampton Downs и семь подиумов, закончив чемпионат на третьем месте и на первом месте среди новичков.

### ФИА Формула-3

#### 2022 год
В октябре 2020 года Колапинто провёл тесты на трассе Барселона-Каталунья за команду MP Motorsport. Он также провёл тесты в 2021 году на трассе имени Рикардо Тормо, но в итоге подписал контракт с командой Van Amersfoort Racing на сезон Формулы-3 2022 года. Его напарниками по команде стали Рафаэль Вильягомес и Рис Усидзима. Аргентинец начал свою карьеру в Формуле-3 с поул-позиции в дебютном для себя и своей команды этапе в Бахрейне. Он выиграл спринтерскую гонку на следующем этапе в Имоле, одержав первую победу в серии для себя и VAR. В течение сезона Колапинто ещё трижды финишировал на подиуме на этапах на Ред Булл Ринге, Хунгароринге и Зандворте, а также вторую победу в спринтерской гонке на последнем этапе в Монце и финишировал девятым в личном зачёте.

#### 2023 год
В сентябре Колапинто принял участие в постсезонных тестах Формулы-3 в сезоне 2022 года, снова в составе команды MP Motorsport. 9 января 2023 года был объявлен пилотом MP Motorsport на сезон Формулы-3 2023 года.
На первом этапе сезона в Сахире Колапинто квалифицировался 12-м и, следовательно, из-за обратной стартовой решётки завоевал поул-позицию в спринтерской гонке, где пересёк финишную черту на втором месте после Пепе Марти. В основной гонке финишировал 10-м, набрав ещё одно очко.
Колапинто занял 7-е место в квалификации в Мельбурне. Он стартовал в спринтерской гонке с шестого места и поднялся на позицию выше, одержав свою первую победу в сезоне. Однако после того, как во время проверок после гонки было обнаружено, что у всех трёх автомобилей команды MP Motorsport были нарушены технические правила, Франко был дисквалифицирован из спринтерской гонки вместе со своими напарниками по команде Джонни Эдгаром и Мари Бойя. Затем Колапинто сошёл в основной гонке, не завоевав очки в Австралии.
С тех пор Колапинто продолжал стабильно набирать очки на каждом этапе сезона, за исключением спринтерской гонки на Ред Булл Ринге, где финишировал 13-м, и основной гонки в Монце, в которой сошёл с дистанции из-за отказа подвески после контакта на первом круге. Он закончил сезон четвёртым в личном зачёте, одержав две победы в спринтерских гонках в Сильверстоуне и Монце и трижды финишировав на подиуме на этапах в Сахире, Барселоне и Хунгароринге.

#### Гран-при Макао 2023 года
Колапинто должен был принять участие в Гран-при Макао 2023 года в составе команды MP Motorsport. Однако он отказался от участия в этапе из-за сломанной ключицы, которую получил перед финальным этапом Формулы-3, и его заменил Деннис Хаугер.

### Формула-2

#### 2023 год
В октябре 2023 года было объявлено, что Колапинто заменит Джехана Дарувалу и будет выступать в Формуле-2 на финальном этапе на трассе Яс Марина и в сезоне Формулы-2 2024 года за команду MP Motorsport. В преддверии своего дебюта в Формуле-2 Колапинто сказал, что «это будет тяжело», но он был «очень взволнован». Он финишировал 19-м в спринтерской гонке, но сошёл в основной гонке из-за проблемы с датчиком.

#### 2024 год
Колапинто стал напарником чемпиона сезона Формулы-3 2021 года Денниса Хаугера в сезоне Формулы-2 2024 года.

### Азиатская серия Ле-Ман
В феврале 2021 года Колапинто подписал контракт с командой G-Drive Racing на сезон 2021 года. Он завоевал три подиума в четырёх гонках и закончил чемпионат на третьем месте.

### Формула-1
В январе 2023 года было объявлено, что Колапинто присоединился к молодёжной программе Williams Driver Academy. Он дебютировал за рулём болида Формулы-1 на машине Williams FW45 во время постсезонных тестов сезона Формулы-1 2023 года на трассе Яс Марина. Колапинто показал 22-е лучшее время в личном зачёте, проехав 65 кругов, и стал первым аргентинцем, управлявшим автомобилем Формулы-1 за более чем 20 лет.
27 августа 2024 года было объявлено, что Франко заменит в команде Williams Логана Сарджента начиная с Гран-при Италии.
В 2025 году заменил в команде Alpine Джека Дуэна начиная с Гран-при Эмилии-Романьи.

## Результаты выступлений

### Формула-1
| Легенда к таблице |                                                                    |
| --- | ------------------------------------------------------------------ |
| В таблице перечислены результаты всех Гран-при Формулы-1, в которых принимал участие гонщик. Строками таблицы являются сезоны, столбцами — этапы чемпионата мира. В каждой клетке указаны сокращённое название этапа и результат, дополнительно обозначенный цветом. Расшифровка обозначений и цветов представлена в нижеследующей таблице. |                                                                    |
| \| Пример \| Описание \| \| ------------ \| ------------------------------------------------------------------ \| \| 1 \| Победитель \| \| 2 \| Второе место \| \| 3 \| Третье место \| \| 5 \| Финишировал, заработав очки \| \| Сход \| Не финишировал, но при этом заработал очки \| \| 12 \| Финишировал, не получив очков \| \| НКЛ \| Финишировал, но не попал в финальную классификацию \| \| 15 \| Участвовал вне зачёта, либо по отдельной классификации \| \| 18 \| Не финишировал, но попал в финальную классификацию \| \| Сход \| Не финишировал \| \| НКВ \| Не прошёл квалификацию \| \| НПКВ \| Не прошёл предквалификацию \| \| ДСК \| Дисквалифицирован \| \| ИСК \| Исключён из протокола соревнований \| \| ТТ \| Заявлен для участия только в тренировках \| \| НС \| Участвовал в квалификации, но не стартовал в гонке \| \| Т \| Травмирован или болен \| \| ОТК \| Отказ от участия \| \| НТР \| Прибыл на соревнования, но на трассу не выезжал \| \| НПР \| Был заявлен в числе участников, но не прибыл к началу соревнований \| \| О \| Соревнования отменены \| \| \| Не участвовал \| \| Поул-позиция \| \| \| Быстрый круг \| \| |                                                                    |
| Пример | Описание                                                           |
| 1 | Победитель                                                         |
| 2 | Второе место                                                       |
| 3 | Третье место                                                       |
| 5 | Финишировал, заработав очки                                        |
| Сход | Не финишировал, но при этом заработал очки                         |
| 12 | Финишировал, не получив очков                                      |
| НКЛ | Финишировал, но не попал в финальную классификацию                 |
| 15 | Участвовал вне зачёта, либо по отдельной классификации             |
| 18 | Не финишировал, но попал в финальную классификацию                 |
| Сход | Не финишировал                                                     |
| НКВ | Не прошёл квалификацию                                             |
| НПКВ | Не прошёл предквалификацию                                         |
| ДСК | Дисквалифицирован                                                  |
| ИСК | Исключён из протокола соревнований                                 |
| ТТ | Заявлен для участия только в тренировках                           |
| НС | Участвовал в квалификации, но не стартовал в гонке                 |
| Т | Травмирован или болен                                              |
| ОТК | Отказ от участия                                                   |
| НТР | Прибыл на соревнования, но на трассу не выезжал                    |
| НПР | Был заявлен в числе участников, но не прибыл к началу соревнований |
| О | Соревнования отменены                                              |
| | Не участвовал                                                      |
| Поул-позиция |                                                                    |
| Быстрый круг |                                                                    |

| Сезон | Команда            | Шасси         | Двигатель                                  | Ш | 1   | 2   | 3   | 4   | 5   | 6   | 7      | 8      | 9      | 10     | 11     | 12       | 13  | 14  | 15  | 16     | 17    | 18     | 19     | 20     | 21       | 22     | 23       | 24       | Место | Очки |
| ----- | ------------------ | ------------- | ------------------------------------------ | - | --- | --- | --- | --- | --- | --- | ------ | ------ | ------ | ------ | ------ | -------- | --- | --- | --- | ------ | ----- | ------ | ------ | ------ | -------- | ------ | -------- | -------- | ----- | ---- |
| 2024  | Williams Racing    | Williams FW46 | Mercedes-AMG F1 M15 E Performance 1,6 V6 t | P | БАХ | САУ | АВС | ЯПО | КИТ | МАЙ | ЭМИ    | МОН    | КАН    | ИСП    | АВТ    | ВЕЛ тест | ВЕН | БЕЛ | НИД | ИТА 12 | АЗЕ 8 | СИН 11 | США 10 | МЕХ 12 | САП Сход | ЛАС 14 | КАТ Сход | АБУ Сход | 19    | 5    |
| 2025  | BWT Alpine F1 Team | Alpine A525   | Renault E-Tech RE25 1,6 V6 t               | P | АВС | КИТ | ЯПО | БАХ | САУ | МАЙ | ЭМИ 16 | МОН 13 | ИСП 15 | КАН 13 | АВТ 15 | ВЕЛ НС   | БЕЛ | ВЕН | НИД | ИТА    | АЗЕ   | СИН    | США    | МЕХ    | САП      | ЛАС    | КАТ      | АБУ      | 20*   | 0*   |

* Сезон продолжается.